# 萨拉·塞基宁
萨拉·塞基宁（芬蘭語：Sara Säkkinen，1998年4月7日—），芬兰女子冰球运动员。她曾代表芬兰参加2018年冬季奥林匹克运动会冰球比赛，获得一枚铜牌。她也曾获得2017年世界女子冰球锦标赛季军。